# Attaque du musée du Bardo
L'attaque du musée du Bardo est un attentat terroriste qui a lieu le 18 mars 2015 vers 12 h 30 au Bardo, près de Tunis, la capitale de la Tunisie. Elle cause la mort de 24 personnes (21 touristes, un agent des forces de l'ordre et deux terroristes) et fait 45 blessés.
L'attaque est revendiquée le lendemain par l'État islamique.

## Déroulement
À la mi-journée, deux terroristes armés de fusils d'assaut Kalachnikov et de grenades, et portant des ceintures explosives remplies de Semtex pénètrent dans l'entrée commune au musée national du Bardo et du Parlement tunisien, où ont lieu des auditions sur la loi anti-terroriste. Alors que les deux terroristes ouvrent le feu devant le Parlement, les députés sont évacués.
L'entrée commune n'est gardée que par un seul agent armé qui, pris de panique à la vue des armes, quitte son poste. Les attaquants tirent sur les touristes qui descendent d'un bus puis les pourchassent à l'intérieur du musée, où se trouve une centaine de visiteurs. Ils s'y retranchent en retenant plusieurs otages. Aux alentours de 15 h 30, les forces de l'ordre tunisiennes donnent l'assaut du musée. Les deux terroristes sont tués pendant l'opération et les otages libérés. Malgré la fin de l'opération, deux touristes espagnoles et un guide passent la nuit cachés dans le musée et sont retrouvés le lendemain.
Finalement, on dénombre 24 morts, soit 21 touristes étrangers, un agent de la Brigade antiterrorisme et deux terroristes,, et 45 blessés. Parmi les victimes, plusieurs proviennent de deux navires de croisière en escale à La Goulette, le Costa Fascinosa et le MSC Splendida, ce qui conduit les compagnies propriétaires à suspendre leurs escales à Tunis.

## Enquête
Au lendemain de l'attentat, le chef du gouvernement tunisien, Habib Essid, dévoile au public l'identité des deux terroristes de nationalité tunisienne : Yassine Labidi, originaire d'un quartier populaire de Tunis, et Jabeur Khachnaoui, originaire de Kasserine ; il annonce également l'arrestation de neuf suspects,. 
Le 22 mars, le président Béji Caïd Essebsi déclare que l'attentat a probablement été perpétré par trois hommes, et non deux, et qu'un troisième terroriste est recherché.
Le 25 mars, le secrétaire d'État tunisien chargé des Affaires sécuritaires, Rafik Chelly, déclare que la cellule terroriste ayant commis l'attentat se compose de seize terroristes dont deux revenaient de Syrie. Deux membres de ce groupe, Labidi et Khachnaoui, ont été abattus lors de l'attentat alors qu'un troisième, Maher Gaïdi, reste en fuite.
Le 19 février 2016, les États-Unis bombardent un camp de l'État islamique près de Sabratha en Libye et visent Noureddine Chouchane, un Tunisien suspecté d'avoir participé à l'attentat. Parmi les éléments tués lors du raid, en plus du dirigeant Chouchane, figurent les Tunisiens Shamseddine Sendi, Maher Gaïdi et Abdelhak El Assouad.

## Revendication

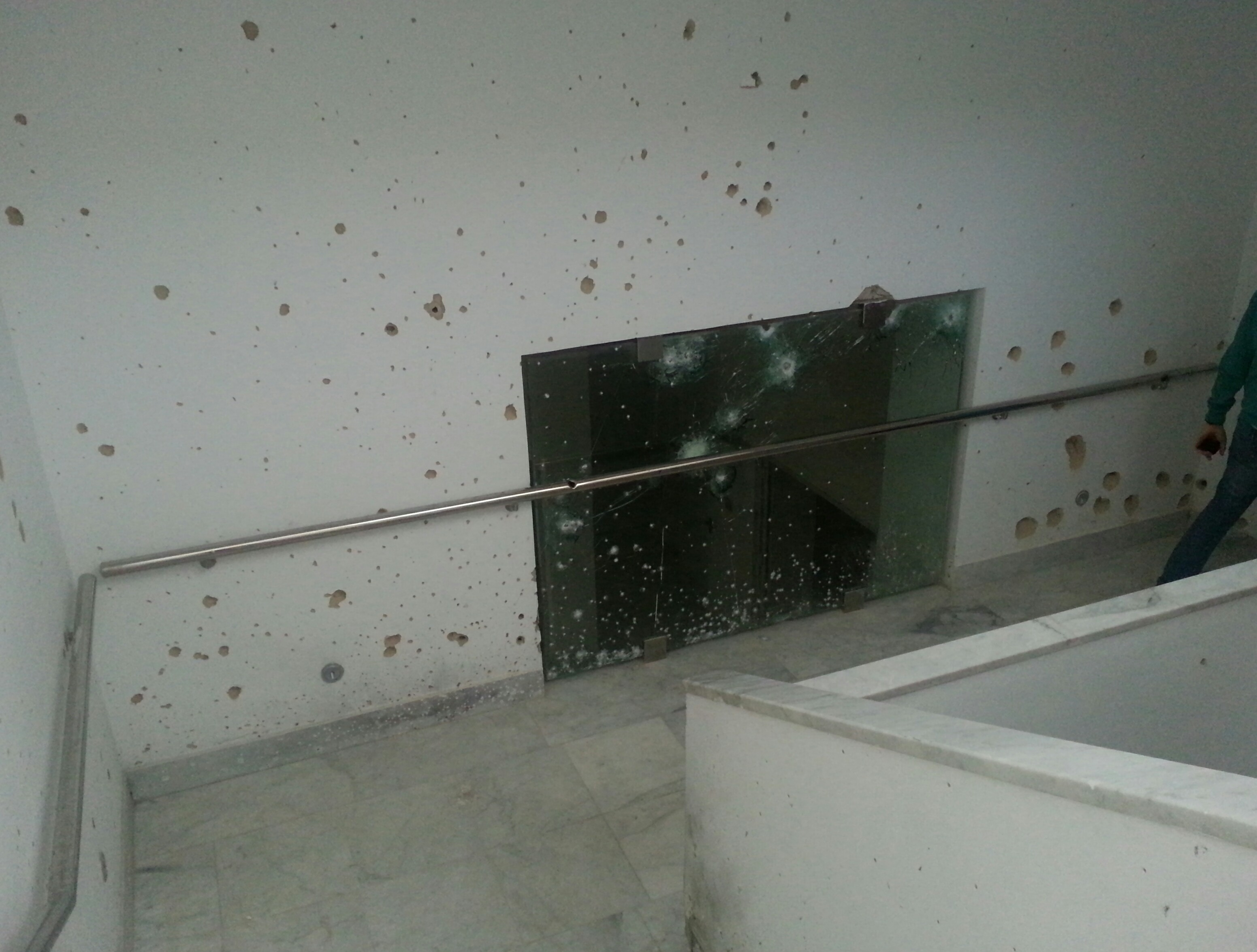
Impacts de balles dans le musée.

Le 19 mars, l'attentat est revendiqué par l'État islamique, qui indique que la cible visée n'était pas le Parlement, mais bien le musée du Bardo et ses visiteurs étrangers,,.
L'attentat a été piloté depuis Raqqa en Syrie par Boubaker El Hakim, un haut responsable de l'Amniyat.
Le 28 mars 2015, le gouvernement tunisien annonce la mort de Lokman Abou Sakhr, l'émir de la katiba Okba Ibn Nafaâ, la brigade tunisienne d'Al-Qaïda au Maghreb islamique, tué la veille lors de l'opération de Sidi Aïch. Même si l'attentat n'a pas été revendiqué par AQMI, le gouvernement tunisien affirme que les auteurs de l'attaque étaient des hommes de cette katiba,,.
D'après l'ancien ministre de l'Intérieur Lotfi Ben Jeddou, des menaces sérieuses pèsent sur la Tunisie, devenue une cible d'AQMI et de l'État islamique, notamment en 2015. Depuis 2011, AQMI et l'État islamique ont en effet perpétré plusieurs attaques sur le territoire.
Pour le journaliste David Thomson, « il y a une difficulté à reconnaître que l'État islamique est présent sur son sol. D'une part parce que le gouvernement vient de tuer le chef militaire de la brigade tunisienne d'AQMI, et veut démontrer son efficacité aux lendemains des attentats. D'autre part parce qu'il y a une réticence à reconnaître la présence d'un groupe djihadiste dont la stratégie est d'attaquer les intérêts occidentaux et le tourisme, un des poumons de l'économie tunisienne ».

## Bilan humain
| Pays           | Morts | Blessés | Total |
| -------------- | ----- | ------- | ----- |
| Italie         | 4     | 11      | 15    |
| France         | 4,    | 6       | 10    |
| Japon          | 3     | 5       | 8     |
| Pologne        | 3     | 11      | 14    |
| Tunisie        | 3     | 9       | 12    |
| Espagne        | 2     | 0       | 2     |
| Colombie       | 2,    | 0       | 2     |
| Royaume-Uni    | 1     | 0       | 1     |
| Belgique       | 1     | 0       | 1     |
| Russie         | 1     | 0       | 1     |
| Afrique du Sud | 0     | 2       | 2     |
| Allemagne      | 0     | 1       | 1     |
| Total          | 24    | 45      | 69    |

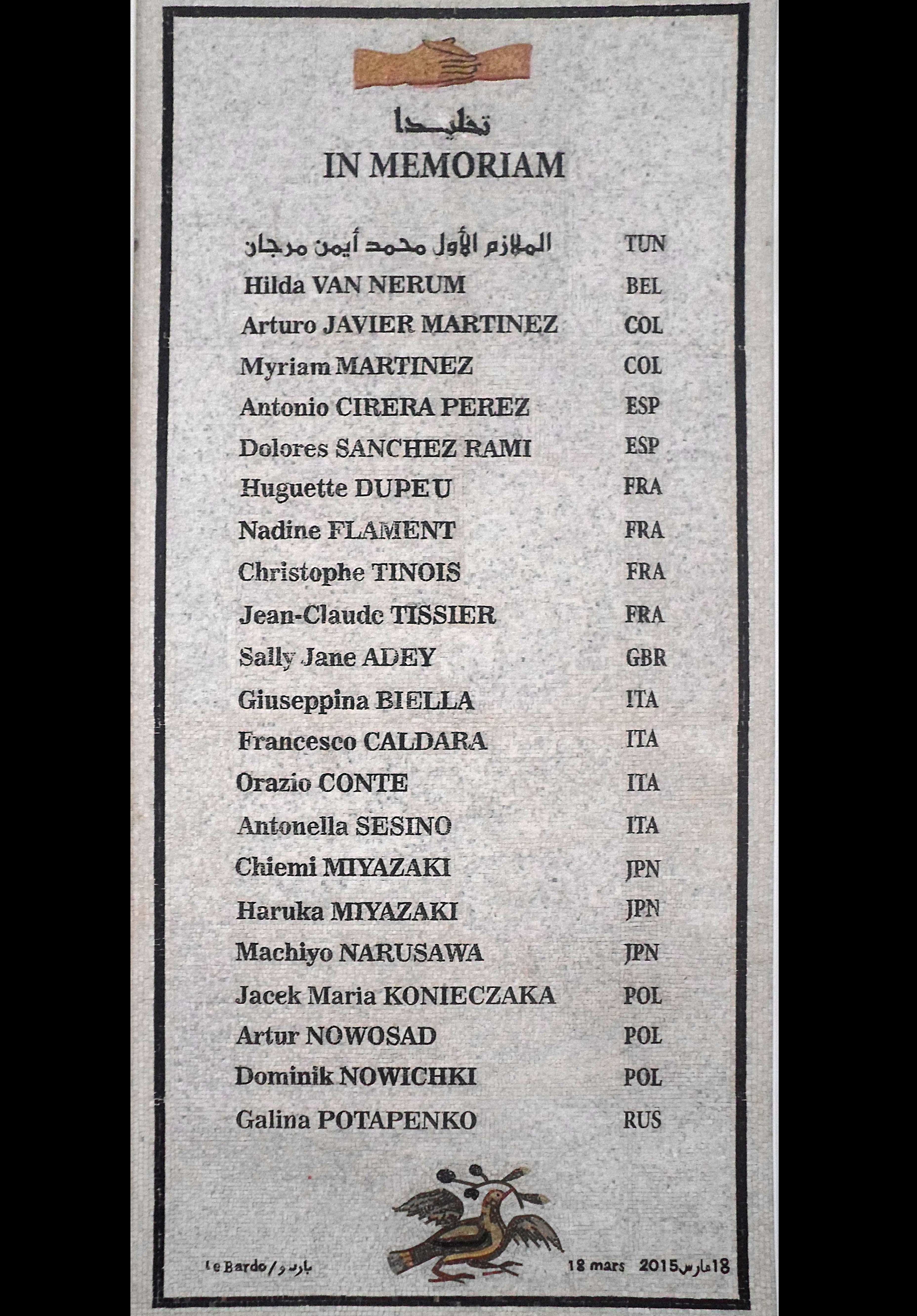
Mémorial avec les noms des victimes à l'entrée.

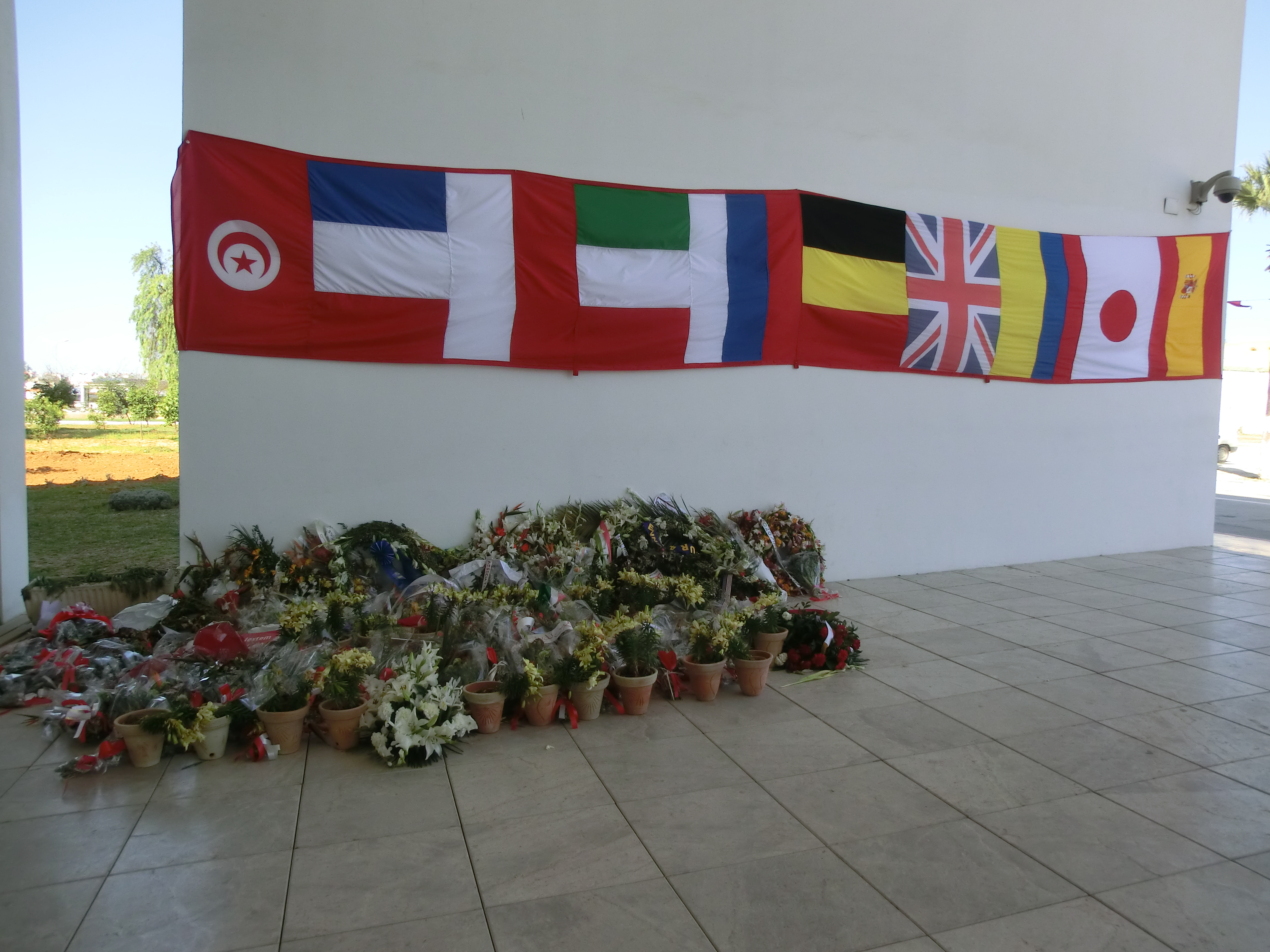
Mémorial improvisé devant l'entrée du musée.

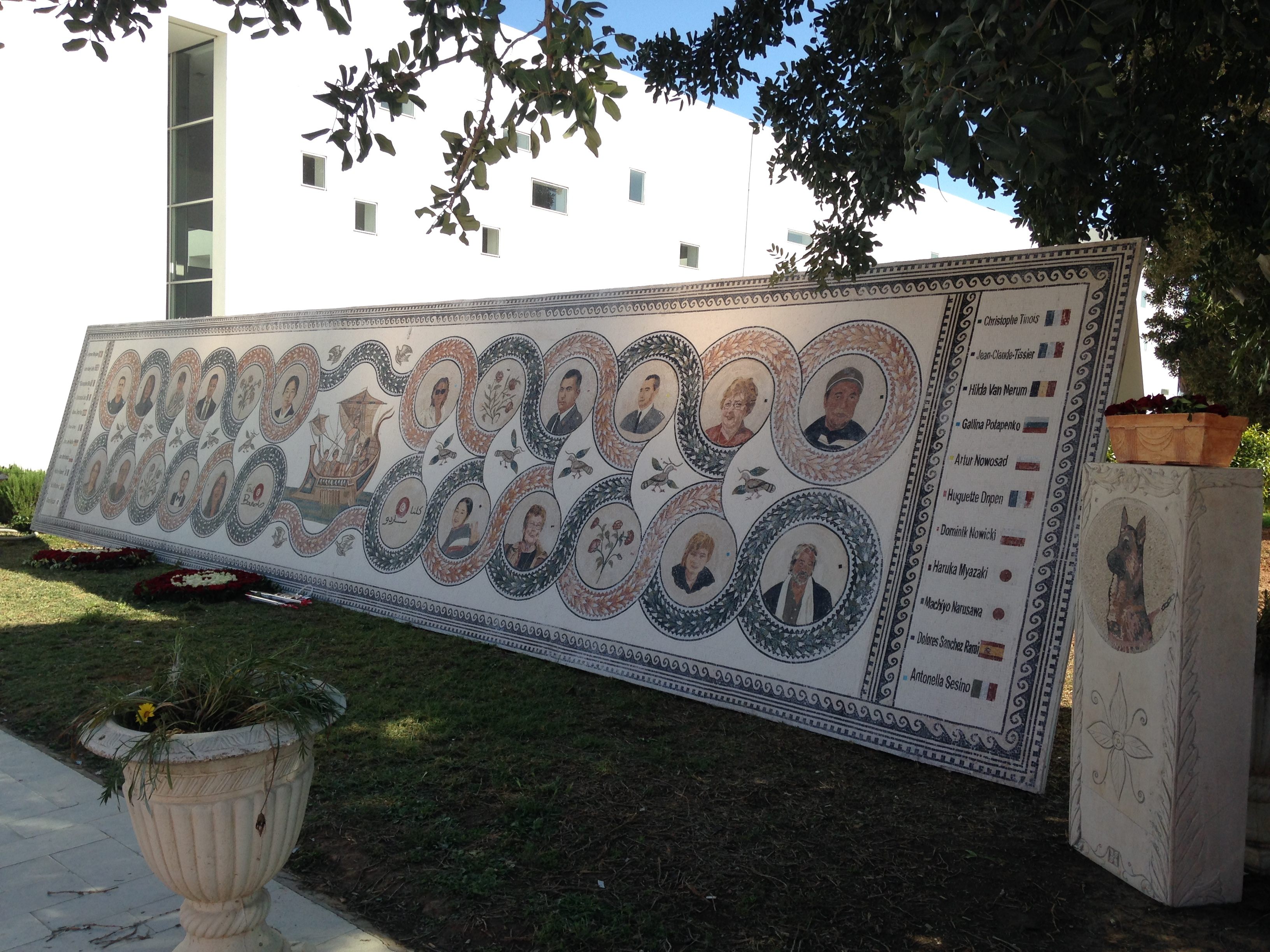
Mémorial devant l'entrée du musée.

Le 29 mars 2015, une stèle est inaugurée à l'entrée du musée et liste les noms de ceux qui ont perdu la vie lors de cette tuerie.

## Procès
Le procès de l'attentat du musée du Bardo et celui de l'attentat de Sousse ont lieu en même temps et sont retransmis en direct dans des salles d'audience à Paris et en Belgique. 51 personnes comparaissent, soit 25 pour Le Bardo et 26 pour Sousse. Les verdicts sont rendus le 8 février 2019 : 27 accusés sont acquittés, leurs aveux ayant été obtenus sous la torture selon leurs avocats et n'ayant pas de preuve matérielle de leur éventuelle implication dans les attentats. Sur les 24 restants, sept sont condamnés à la prison à vie, tous les autres écopant de peine allant de six mois à seize ans de prison alors qu'aucune condamnation à mort n'est prononcée. Chamseddine Sandi, considéré comme le cerveau des deux attentats, n'a pas été jugé car il est présumé avoir été tué dans un raid américain en Libye en 2016.

## Réactions

### Réactions nationales
Dans une interview téléphonique diffusée en direct sur la chaîne française France 24 quelques heures après l'attentat, le président Béji Caïd Essebsi déclare en français : « C'est un acte sans précédent dans l'histoire de la Tunisie [...] Ces gens-là ont voulu nous attaquer sur le plan du tourisme et de la culture [...] Je remercie tous les chefs d'État m'ayant contacté pour me présenter leurs condoléances et m'assurer de la solidarité de leur pays [...] Les terroristes salafistes djihadistes ont été identifiés [...] Nous allons prendre toutes les mesures pour que cette éventualité ne se reproduise plus [...] Cette attaque n'a pas de lien avec la situation actuelle en Libye. Une intervention militaire internationale en Libye n'améliorerait pas le problème et ne peut que l'aggraver ».

### Réactions internationales
- France — Le Premier ministre Manuel Valls « condamne avec la plus grande fermeté cet attentat et rappelle que la France et la Tunisie [...] agissent ensemble pour lutter contre le terrorisme »[37].
- Italie — Le président du Conseil Matteo Renzi condamne l'attaque terroriste et se dit proche du gouvernement tunisien. Il considère que cet évènement frappe les musulmans modérés.
- Royaume-Uni — Le Bureau des Affaires étrangères et du Commonwealth demande aux touristes britanniques d'éviter les environs du musée du Bardo[38].
- États-Unis — Le secrétaire d'État américain John Kerry condamne l'attaque terroriste, indiquant que les États-Unis « se tiennent aux côtés du peuple tunisien en cette étape difficile et continuent à appuyer les efforts du gouvernement pour réaliser une démocratie prospère et sécurisée »[39].
- Pologne — Le président Bronisław Komorowski condamne « une attaque brutale et extrêmement lâche ». En campagne pour sa réélection, il annonce la suspendre en réaction à l'attaque, de même que son principal opposant Andrzej Duda[40].

### Marche contre le terrorisme
Une marche est organisée le 29 mars 2015 et réunit une foule importante, rejointe par une délégation de dirigeants étrangers, réunis autour du président tunisien Béji Caïd Essebsi. François Hollande fait le déplacement à Tunis, tout comme les présidents gabonais Ali Bongo et palestinien Mahmoud Abbas, ainsi que par les chefs des gouvernements italien Matteo Renzi et algérien Abdelmalek Sellal.
Ce défilé officiel longe l'enceinte où se trouvent le Parlement et le musée du Bardo en scandant le slogan « Le Monde est Bardo » en référence à « Je suis Charlie ». Les dignitaires inaugurent ensuite une stèle portant les noms des victimes.

### Répercussions
Selon Abdelfattah Mourou, vice-président du Parlement tunisien, trois gardes devant assurer la sécurité du Parlement étaient absents au moment de l'attentat. Le 23 mars, Habib Essid limoge le chef de la police de Tunis et le responsable de la sécurité du musée du Bardo, après avoir admis que des défaillances graves dans la sécurité avaient été constatées.
À la suite de cet attentat, le Syndicat national des agents de voyages en France, qui constitue le premier marché pour la Tunisie, enregistre une chute de 60 % des réservations, alors que le tourisme est déjà en difficulté. Pour y remédier, le gouvernement renforce la sécurité dans les lieux fréquentés par les touristes. Après l'attaque, le secteur du tourisme tunisien,  considéré comme stratégique car il représente environ 7 % du PIB, enregistre en avril une baisse de 25,7 % sur un an du nombre de touristes. À la fin de mai, les réservations estivales par les Français sont en baisse de 37,7 % par rapport à mai 2014.

## Commémoration
Le Mémorial de la vague infinie, situé à Birmingham (Angleterre), a été installé en hommage aux victimes britanniques de cet attentat.